# Begraafplaats van Wielsbeke
De Begraafplaats van Wielsbeke is een gemeentelijke begraafplaats in de Belgische gemeente Wielsbeke (West-Vlaanderen) en ligt op de vroegere plaats van de Sint-Laurentiuskerk die in 1940 afbrandde maar later op een andere plek heropgebouwd werd. De ligging is ongeveer 550 m ten zuidoosten van het centrum van de gemeente, dicht bij een oude meander van de Leie. De begraafplaats is langs de straatzijde met een lage bakstenen muur afgeboord, en aan de andere zijden door hagen begrensd. Het oudste centrale gedeelte van deze begraafplaats is eivormig en is toegankelijk via de kapel of enkele zijingangen. Het portaal van de vroegere kerk is geïntegreerd in de ingang van deze kapel. 
Aan de westzijde ligt het graf van de Zusters van O.-L.-Vrouw der Zeven Weeën. Ten noorden van het centrale gedeelte ligt een rechthoekig perk waar vroeger de pastorietuin lag. Hier bevinden zich recente graven. Ten zuiden ligt een nieuw trapeziumvormig deel, grotendeels nog ongebruikt.
Aan de noordzijde van de begraafplaats ligt het erepark voor 17 burgerslachtoffers uit beide wereldoorlogen.
In het midden van de begraafplaats bevindt zich de graftombe van baron Maurice Van der Bruggen. De tapijtfabrikant Roger De Clerck ligt hier begraven in de familiekelder.

## Britse oorlogsgraven
Op de begraafplaats liggen drie Britse gesneuvelden uit de Eerste Wereldoorlog. Het zijn drie leden van het Royal Flying Corps die sneuvelden op 28 juli 1917. Hun graven worden onderhouden door de Commonwealth War Graves Commission en staan daar vermeld onder Wielsbeke Communal Cemetery.